# Янош Ваш
Янош Ваш (угор. Vas János; народився 29 січня 1984 у м. Дунауйварош, Угорщина) — угорський хокеїст, лівий/правий нападник. Виступає за ХК «Тінсгрюд» в Олсвенскан.
Вихованець хокейної школи ХК «Дунауйварош». Виступав за «Дунауйварош», «Мальме Редгокс», «Троя-Люнгбю», «Пантерн» (Мальме), «Гальмстад Геммерс», «Айова Старс» (АХЛ), «Айдахо Стілгедс» (ECHL), «Брюнес» (Євле), «Альба Волан» (Секешфехервар), Руан, Мішкольц.
У складі національної збірної Угорщини учасник чемпіонатів світу 2001 (дивізіон I), 2002 (дивізіон I), 2005 (дивізіон I), 2008 (дивізіон I), 2009, 2010 (дивізіон I) і 2011 (дивізіон I). У складі молодіжної збірної Угорщини учасник чемпіонатів світу 2002 (дивізіон II), 2003 (дивізіон II) і 2004 (дивізіон I). У складі юніорської збірної Угорщини учасник чемпіонату світу 2000 (дивізіон I).
Чемпіон Угорщини (2010).
Брат: Мартон Ваш.